# Wasserturm Sachsendorf

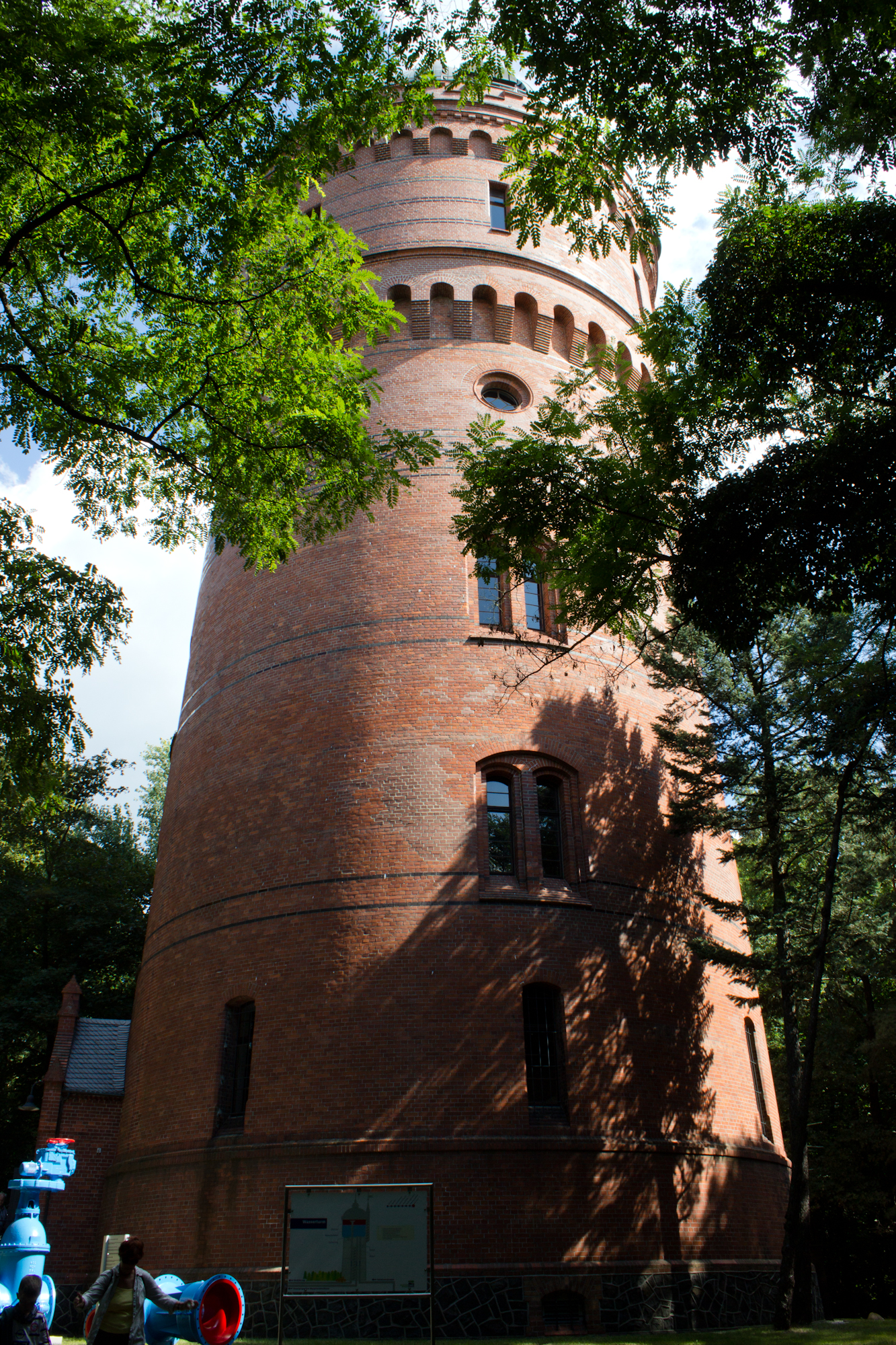
Wasserturm Sachsendorf (2013)

Der Wasserturm Sachsendorf ist ein Hochbehälter zur Trinkwasserlagerung in der Stadt Cottbus in Brandenburg. Er befindet sich im Südwesten des Stadtgebietes im Stadtteil Sachsendorf, rund 160 Meter südöstlich der Bundesstraße 169. Der Wasserturm ist ein eingetragenes Baudenkmal in der Denkmalliste des Landes Brandenburg.

## Geschichte und Architektur

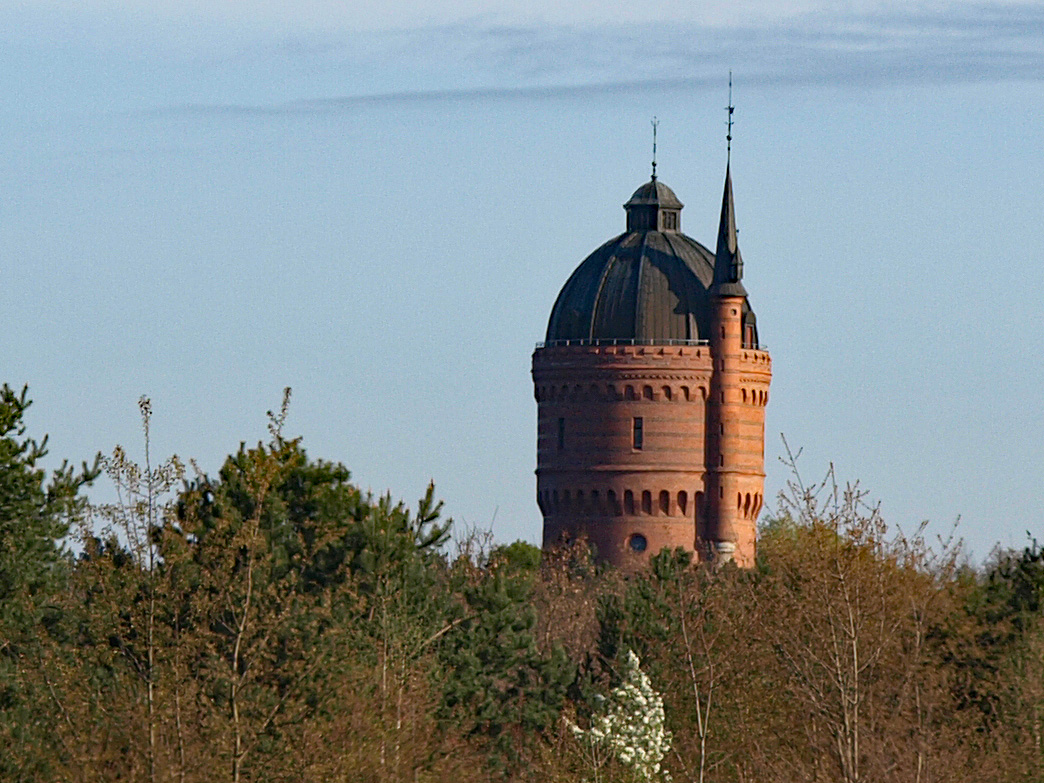
Kuppel des Turms (2017)

Da in Anbetracht einer drohenden Choleraepidemie die Anbindung der Stadt Cottbus an das Trinkwassernetz notwendig wurde, erfolgten ab 1891 Probebohrungen im Birkenwäldchen südlich des Zentrums der damaligen Gemeinde Sachsendorf, bei der ein Grundwasserstrom mit ausreichender Mächtigkeit und guter Wasserqualität gefunden wurde. Die Grundsteinlegung des Wasserturms fand am 1. Juli 1896 statt. Der Bau wurde von der Baufirma Grove aus Berlin ausgeführt und 1897 fertig gestellt. Am 29. Oktober 1897 begann der Probebetrieb, der am 1. Dezember 1897 in den Dauerbetrieb überging. Nach einem Brand im Jahr 1920 wurde der Hochbehälter als Stahlbetonkonstruktion neu aufgebaut. 1995 wurde der Turm saniert.
Der runde Bau aus Ziegelmauerwerk hat schmale Segmentbogenfenster, auf Höhe der Geschosse ist die Fassade durch schwarz gefärbte Ziegel gegliedert. Der Hochbehälter ist mit Rundbogen- und Zinnenfries gegliedert, am südöstlichen Teil des Hochbehälters ist ein rundes Türmchen mit Spitzhelm angebaut. Der Wasserturm ist 45 Meter hoch und hat ein Fassungsvermögen von etwa 1000 Kubikmetern. Der Hochbehälter ist bis heute in Betrieb und zählt zu den technischen Denkmalen im Cottbuser Stadtgebiet. Das Erdgeschoss des Turms beherbergt ein Museum zur Geschichte der Wasserversorgung in Cottbus, auf dem Turm befindet sich eine Aussichtsplattform, die nach Voranmeldung begehbar ist.